# El año de la peste
El año de la peste (Das Jahr der Pest) ist ein mexikanischer Film aus dem Jahr 1979 der Genres Drama, Thriller und Science-Fiction.

## Handlung
In einer Großstadt mit 15 Millionen Einwohnern kommt es zu seltsamen Todesfällen: Zwei Ärzte beginnen zu vermuten, dass die Ursache nicht eine einfache Lungenentzündung ist, wie zuerst vermutet, sondern dass es sich um eine, der mittelalterlichen Pest ähnelnde, epidemische Krankheit handelt. Doch sowohl die Behörden als auch die von ihnen alarmierten Medien bestreiten dies und bleiben größtenteils untätig bis abwartend, um Angst und Schrecken zu vermeiden.

## Hintergrund
Der Film basiert auf dem Buch Die Pest zu London von Daniel Defoe, das Gabriel García Márquez für den Film adaptiert hat.

## Auszeichnungen
- Goldene Ariel für den besten Film 1980[4]
- Silberne Ariel für die beste Regie 1980[4]
- Silberne Ariel für das beste Drehbuch 1980[4]